# 스베니아
《스베니아 (Souvenir》는 일본의 밴드 스피츠의 11번째 정규 음반이다. 2005년 1월 12일에 발매됐으며, 한국에는 같은 해 1월 21일에 발매됐다.

## 수록곡
1. 봄의 노래(春の歌 하루노 우타[*])
2. 흔한 인생 (ありふれた人生 아리후레타 진세이[*])
3. 응석받이 Creature (甘ったれクリーチャー 아맛타레 크리쳐[*])
4. 착해지고 싶어 (優しくなりたいな 야사시쿠 나리타이나[*])
5. 넘프라 날씨 (ナンプラー日和 넘프라 비요리[*])
6. 마사유메 (正夢)
7. 불길 (ほのほ 호노호[*])
8. 떠돌이 (ワタリ 와타리[*])
9. 사랑의 시작 (恋のはじまり 코이노 하지마리[*])
10. 자전거 (自転車 지텐샤[*])
11. 테이텀 오닐 (テイタム・オニール)
12. 만나러 갈게 (会いに行くよ 아이니 유쿠요[*])
13. 그믐날 (みそか 미소카[*])